# بواسي (آن)
بواسي (بالفرنسية: Boissey)‏ هي بلدية فرنسية تقع في إقليم آن في فرنسا. رمز إنسي لها هو:1050. أما الرمز البريدي لها فهو: 1190.